# Ronde van Mexico
De Ronde van Mexico (Spaans: Vuelta a México) is een meerdaagse wielerwedstrijd die in Mexico wordt gereden.
De organisatie van een nationale ronde in Mexico was aanvankelijk een strijd tussen private partijen en de overheid. Dit had tot gevolg dat er in de beginjaren vijf keer twee nationale ronden naast elkaar werden gereden. Private ondernemingen organiseerden de Ronde van Mexico en de overheidsinstelling Institutio Nacional de la Juventud Mexicana organiseerde de Vuelta de la Juventud (1954-1973 en in 1983). Het CREA deed de ronde van 1985 tot en met 1988. Vanaf begin jaren tachtig lag de verantwoordelijkheid echter definitief bij de overheid met La Carrera Transpeninsular (1975-1980) en Ruta México (1989-1999).
De eerste Ronde van Mexico in 1948 telde 1400 kilometers verdeeld over negen etappes. Deze afstand werd ieder jaar wat verhoogd en in 1957 was deze verdubbeld en verdeeld over negentien etappes. De laatste etappe eindigde doorgaans op de Paseo de la Reforma in Mexico-Stad.
Na een lange onderbreking staat de Ronde van Mexico Telmex (Vuelta Mexico Telmex) sinds 2008 weer op de wielerkalender en maakt deel uit van de UCI America Tour als een 2.2 wedstrijd.